# Kazimierz Żelisławski
Kazimierz Żelisławski (ur. 15 marca 1893 w Adamkach, zm. 9–11 kwietnia 1940 w Katyniu) – pułkownik kawalerii Wojska Polskiego, działacz niepodległościowy, kawaler Orderu Virtuti Militari, ofiara zbrodni katyńskiej.

## Życiorys
Syn Zygmunta i Marii z Migdalskich, urodzony 15 marca 1893 w Adamkach, w ówczesnym powiecie kaliskim guberni kaliskiej. W 1903 rozpoczął naukę w Szkole Realnej w Kaliszu. Po strajku szkolnym (1905) przeniósł się do Szkoły Handlowej w Kaliszu, gdzie ukończył 5 klas, po czym przeniósł się, wraz z matką i młodszym rodzeństwem, do Warszawy. Ukończył tu 5 semestrów Szkoły Technicznej im. H. Wawelberga i S. Rotwanda. W latach 1912–14 studiował (zaliczył 2 lata studiów) Instytucie Politechnicznym w Glons w Belgii. Od 1 sierpnia 1913 do 15 sierpnia 1914 był członkiem tamtejszego Związku Strzeleckiego.
W trakcie wakacji, które spędzał w Błaszkach, zaskoczył go wybuch wojny – nie chcąc być wziętym z poboru, zgłosił się 27 września 1914 na ochotnika, do służby w 18 Siewierskim Pułku Dragonów. Wraz z pułkiem, wchodzącym w skład Kaukaskiej Dywizji Konnej, uczestniczył w walkach pod Łodzią i Sochaczewem, na froncie tureckim i austriackim. Awansował na kolejne stopnie: chorążego (27 kwietnia 1916 ze starszeństwem z 28 września 1915), podporucznika (31 sierpnia 1916 ze starszeństwem z 28 lipca 1916), porucznika (8 grudnia 1916 ze starszeństwem z 28 czerwca 1916) i podrotmistrza (6 września 1917). W I Korpusie Polskim przyznano mu starszeństwo z 22 marca 1916. Za zaangażowanie, odwagę i męstwo wykazane w walkach został odznaczony rosyjskimi orderami świętych: Anny, Stanisława i Jerzego.
Od listopada 1917 do czerwca 1918 walczył w szeregach 2 pułku ułanów, który wchodził w skład I Korpusu Polskiego w Rosji. Dowodził plutonem w 3 szwadronie ppłk. Eugeniusza Ślaskiego.
17 grudnia 1918 został formalnie przyjęty do Wojska Polskiego z zatwierdzeniem posiadanego stopnia rotmistrza ze starszeństwem od dnia 7 listopada 1918 i z dniem 12 listopada 1918 przydzielony do odtwarzanego 2 pułku ułanów. Objął dowództwo 4 szwadronu, który formował się w Siedlcach. 9 czerwca 1920 pod Zwiahlem został ranny. 23 czerwca wrócił do pułku. 27 sierpnia 1920 został zatwierdzony z dniem 1 kwietnia 1920 w stopniu rotmistrza, w kawalerii, w grupie oficerów byłych Korpusów Wschodnich i byłej armii rosyjskiej. Od 23 października 1920 czasowo pełnił obowiązki dowódcy pułku. 15 stycznia 1921 został odkomenderowany do Centralnej Szkoły Kawalerii w Grudziądzu. 24 maja 1921 złożył egzamin polonistyczny z zakresu szkoły średniej przed Komisją egzaminacyjną dla oficerów przy Dowództwie Okręgu Generalnego Pomorze.

30 czerwca 1921 został odznaczony krzyżem „Virtuti Militari” V klasy, a we wniosku o jego nadanie, napisano m.in.:

W dniu 5 stycznia 1920 r., w wypadzie nad Słuczą, szwadron rtm. Żelisławskiego tworzył awangardę pułku i brygady. Zadanie polegało na jak najlepszym połączeniu się z innymi oddziałami Dywizji Jazdy. Energia i rozpęd, z jakim prowadził swój szwadron, zdecydował o wyniku wałki. Napotkany po drodze pułk jazdy nieprzyjaciela, rtm. Żelisławski w zdecydowanej szarży konnej, nie czekając na posiłki i nie bacząc na ogień kaemów i artylerii nieprzyjaciela, zniszczył doszczętnie, biorąc jeńców i kaemy. Kontynuując atak, w drugiej końcowej szarży na białą broń, powtórnie rozbił przeważającego liczebnie nieprzyjaciela pod Fedorówką, biorąc jeńców i kaemy. Stanowcza postawa dowódcy szwadronu uchroniła pozostałe siły brygady od strat.

27 lipca 1921 wrócił do macierzystego oddziału i objął obowiązki oficera sztabowego pułku. 30 czerwca 1924 objął obowiązki zastępcy dowódcy 2 pułku ułanów. 26 stycznia 1922 został mianowany majorem. 3 maja 1922 został zweryfikowany w tym stopniu ze starszeństwem od 1 czerwca 1919 i 93. lokatą w korpusie oficerów jazdy (od 1924 – kawalerii). 12 kwietnia 1927 prezydent RP nadał mu stopień podpułkownika z dniem 1 stycznia 1927 i 13. lokatą w korpusie oficerów kawalerii. Od 14 lipca 1927 do 4 lutego 1928 pełnił obowiązki dowódcy pułku. 12 lutego 1928 objął dowództwo 3 pułku ułanów w Tarnowskich Górach. 10 listopada 1930 prezydent RP nadał mu stopień pułkownika ze starszeństwem z 1 stycznia 1931 i 4. lokatą w korpusie kawalerii. W marcu 1937 objął dowództwo 13 pułku ułanów wileńskich w Nowej Wilejce. W marcu 1939 przeniesiony został do 4 pułku strzelców konnych w Płocku na stanowisko dowódcy pułku. W lipcu tego roku wyznaczony został na stanowisko zastępcy dowódcy Nowogródzkiej Brygady Kawalerii, która od marca przebywała w rejonie Płocka.
W czasie kampanii wrześniowej 1939 od 12 do 24 września dowodził Nowogródzką BK, która wchodziła w skład Grupy Operacyjnej Kawalerii gen. Andersa. Po agresji ZSRR na Polskę, 24 września został zastępcą gen. bryg. Konstantego Plisowskiego, który objął dowództwo nad Nowogródzką BK. 27 września po rozwiązaniu brygady dostał się do niewoli sowieckiej we wsi Moszczenica. Początkowo w październiku 1939 przebywał w obozie przejściowym w Putywlu, a następnie od listopada był osadzony w obozie jenieckim w Kozielsku. Między 7 a 9 kwietnia 1940 został przekazany do dyspozycji naczelnika Zarządu NKWD Obwodu Smoleńskiego – lista wywózkowa 017/2 z 5 kwietnia 1940, pozycja 17. Między 9 a 11 kwietnia 1940 został zamordowany w Katyniu przez funkcjonariuszy Obwodowego Zarządu NKWD w Smoleńsku oraz pracowników NKWD przybyłych z Moskwy na mocy decyzji Biura Politycznego KC WKP(b) z 5 marca 1940. Ofiary tej zbrodni grzebano w bezimiennych mogiłach zbiorowych, gdzie od 28 lipca 2000 mieści się oficjalnie Polski Cmentarz Wojenny w Katyniu. W miejscu tym prowadzone były ekshumacje i prace archeologiczne. W toku ekshumacji nadzorowanych przez Niemców w 1943, Kazimierzowi Żelisławskiemu nie został nadany numeru na liście AM, a także nie sporządzono raportu dziennego. Figuruje natomiast na liście Komisji Technicznej PCK pod numerem 46, gdzie obok imienia i nazwiska wskazano stopień wojskowy oraz fakt odnalezienia przy szczątkach papierośnicy w kolorze srebrnym z proporczykami wszystkich pułków Bryg. Kaw., m.in. z wygrawerowanym nazwiskiem „Żelisławski”. 24 kwietnia 1944 w „Memoriale Zarządu Głównego Polskiego Czerwonego Krzyża w sprawie zaświadczeń o śmierci dla ekshumowanych w Katyniu" napisano, że nie może to stanowić tzw. „podstawowego dokumentu” mogącego stanowić dowód odnalezienia jego zwłok. W Archiwum Robla m.in. w pakiecie 0722-03, wymieniony we wpisie z 26 września 1939 w pamiętniku znalezionym przy szczątkach Antoniego Janika. Na terenach polskich, okupowanych od 1939 przez Niemców, wydawane było czasopismo „Goniec Krakowski”, w którym w numerze 89 z 16 kwietnia 1943, została podana informacja o ekshumacji ciał polskich oficerów w Katyniu i zidentyfikowaniu m.in. zwłok gen. Mieczysława Smorawińskiego, a także płk. Kazimierza Żelisławskiego.
Postanowieniem nr 112-48-07 Prezydenta RP Lecha Kaczyńskiego z 5 października 2007 został awansowany pośmiertnie na stopień generała brygady. Awans został ogłoszony 9 listopada 2007 w Warszawie, w trakcie uroczystości „Katyń Pamiętamy – Uczcijmy Pamięć Bohaterów”.
Żonaty z Marią z Arnoldów, z którą miał syna Zygmunta (ur. 2 lipca 1922) i córkę Danutę Stefanię (ur. 24 marca 1924).

## Ordery i odznaczenia
- Krzyż Srebrny Orderu Wojskowego Virtuti Militari nr 4003[44][2] – 30 czerwca 1921[14]
- Krzyż Walecznych trzykrotnie[45][46] (po raz pierwszy[47])
- Amarantowa wstążka – 1918 „za wykazane męstwo w czasie walk z bolszewikami”[48]
- Złoty Krzyż Zasługi – 18 marca 1933 „za zasługi na polu organizacji i wyszkolenia wojska”[49][50]
- Medal Niepodległości – 29 grudnia 1933 „za pracę w dziele odzyskania niepodległości”[51][52]
- Medal Pamiątkowy za Wojnę 1918–1921 – 1928[53]
- Medal Dziesięciolecia Odzyskanej Niepodległości[54]
- Odznaka za waleczność Dywizji Podlaskiej[55]
- Odznaka za Czas Pobytu na Froncie (pięć kątów za 31 miesięcy służby frontowej) – 4 kwietnia 1923[56]
- Medal Zwycięstwa[57][58]
- Order Świętego Stanisława 3 stopnia z Mieczami
- Order Świętej Anny 4 stopnia
- Order Świętego Jerzego 4 stopnia